# Provinz Condesuyos
Die Provinz Condesuyos ist eine von acht Provinzen der Region Arequipa im Süden von Peru. Die Provinz hat eine Fläche von 6958,4 km². Beim Zensus 2017 lebten 16.118 Menschen in der Provinz. Im Jahr 1993 lag die Einwohnerzahl bei 20.695, im Jahr 2007 bei 18.991. Die Provinzverwaltung befindet sich in der Kleinstadt Chuquibamba.

## Geographische Lage
Die Provinz Condesuyos liegt etwa 605 km südsüdöstlich der Landeshauptstadt Lima. Sie erstreckt sich über die peruanische Westkordillere. Der Fluss Río Ocoña und dessen linker Nebenfluss Río Chichas entwässern das Gebiet nach Süden zum Meer hin. Die Provinz wird von den Vulkanen Solimana im Westen und Coropuna im Osten flankiert.
Die Provinz Condesuyos grenzt im Westen an die Provinz Caravelí, im Nordwesten an die Provinz La Unión, im Norden an die Region Cusco, im Osten an die Provinz Castilla sowie im Süden an die Provinz Camaná.

## Verwaltungsgliederung
Die Provinz Condesuyos gliedert sich in acht Distrikte (Distritos). Der Distrikt Chuquibamba ist Sitz der Provinzverwaltung.
| Distrikt    | Verwaltungssitz |
| ----------- | --------------- |
| Andaray     | Andaray         |
| Cayarani    | Cayarani        |
| Chichas     | Chichas         |
| Chuquibamba | Chuquibamba     |
| Iray        | Iray            |
| Río Grande  | Iquipí          |
| Salamanca   | Salamanca       |
| Yanaquihua  | Yanaquihua      |